# Haworthiopsis reinwardtii f. kaffirdriftensis
Haworthiopsis reinwardtii f. kaffirdriftensis, coneguda abans com Haworthia reinwardtii f. kaffirdriftensis, és una varietat de Haworthiopsis reinwardtii i està dins del gènere Haworthiopsis.

## Descripció
Haworthiopsis reinwardtii f. kaffirdriftensis és una suculenta perennifòlia que pot arribar a fer entre 5 a 7,6 cm d'alçada i la mida màxima de la roseta és menys de 7,6 cm de diàmetre. Produeix tiges curtes amb piles de fulles primes i verticals i els tubercles són conspicus, de color blanc i es troben en files longitudinals a la part posterior de les fulles i amb patrons lunars. Les seves flors són blanques.
Quan el sol i la sequera els estressen, les fulles s'enfosqueixen i es tanquen cap endins.

## Distribució i hàbitat
Haworthiopsis reinwardtii f. kaffirdriftensis creix a la província sud-africana del Cap Oriental, i es limita a una població petita que es troba a l'est de Kaffirdrift, concretament a la riba oriental del riu fish i prové d'un sol clon.

## Taxonomia
Haworthiopsis reinwardtii f. kaffirdriftensis va ser descrita per (G.G.Sm.) Gildenh. i Klopper i publicat a Phytotaxa 265: 10 a l'any 2016.
Etimologia
Haworthia: nom en honor del botànic britànic Adrian Hardy Haworth (1767-1833).
reinwardtii: epítet en honor de Caspar Georg Carl Reinwardt (1773-1854), botànic holandès d'origen prussià, professor de química, farmàcia i ciències naturals, recollit a Sud-àfrica, fundador i primer director d'agricultura del Jardí Botànic de Bogor (Buitenzorg) a Java.
f. kaffirdriftensis: epítet del lloc geogràfic de Kaffirdrift (Cap Oriental, Sud-àfrica).
Sinonímia
- Haworthia reinwardtii var. kaffirdriftensis G.G.Sm., J. S. African Bot. 9: 96 (1941). (Basiònim/Sinònim substituït)
- Haworthia reinwardtii f. kaffirdriftensis (G.G.Sm.) M.B.Bayer, Haworthia Handb.: 126 (1976).[7]